# Roch Marc Christian Kaboré
Roch Marc Christian Kaboré (ur. 25 kwietnia 1957 w Wagadugu) – burkiński polityk, premier Burkiny Faso w latach 1994–1996, prezydent kraju w latach 2015–2022.

## Życiorys
Ukończył Université de Bourgogne w Dijon, początkowo pracował jako bankier. Był członkiem Organizacji na rzecz Demokracji Ludowej – Ruchu Robotniczego (ODP-MT), a następnie Kongresu na rzecz Demokracji i Postępu (CDP).
Piastował urząd ministra transportu i komunikacji (1989–1992), ministra finansów i planowania (1992–1993) oraz ministra stanu (1993–1994). 22 marca 1994 prezydent Blaise Compaoré powołał go na stanowisko szefa rządu, które sprawował do 6 lutego 1996. Następnie został doradcą w kancelarii prezydenta, w 1999 objął urząd sekretarza generalnego Kongresu na rzecz Demokracji i Postępu (CDP).
Od 6 czerwca 2002 do 28 grudnia 2012 był przewodniczącym Zgromadzenia Narodowego, od 2003 do 2012 był przewodniczącym Kongresu na rzecz Demokracji i Postępu (CDP). W 2014 zrezygnował z członkostwa w CDP, założył własne ugrupowanie – Ludowy Ruch na rzecz Postępu (fr. Mouvement du Peuple pour le Progrès, MPP) i zapowiedział start w wyborach prezydenckich.
W wyborach przeprowadzonych 29 listopada 2015 odniósł zwycięstwo już w pierwszej turze uzyskując wynik 53,49% głosów. Drugi w kolejności Zephirin Diabré zdobył 29,65% głosów. Stanowisko objął oficjalnie 29 grudnia 2015 podczas ceremonii inauguracyjnej w Wagadugu.
W wyborach prezydenckich w 2020 z powodzeniem ubiegał się o reelekcję z wynikiem 57,74%.
24 stycznia 2022 został usunięty ze stanowiska przez armię w wyniku zamachu stanu.